# مخيم مار إلياس
مخيم مار إلياس هو أصغر مخيمات اللاجئين الفلسطينيين في لبنان، تبلغ مساحته نحو 0.5 كلم مربع، وتقيم فيه حوالي 330 عائلة أي ما يقارب 1650 نسمة، في حين يبلغ عدد الفلسطينيين في المخيم المسجلين في سجلات الأونروا نحو 600 لاجئاً فقط. تأسس المخيم عام 1952 من قبل دير مار إلياس للروم الأرثوذكس بهدف إيواء اللاجئين الفلسطينيين من الجليل في شمال فلسطين. وكان معظم سكان المخيم من الفلسطينيين المسيحيين لكن تبدل الوضع بعد الحرب الأهلية.
يقع المخيم إلى الجنوب الغربي من العاصمة اللبنانية بيروت، ويحده منطقة وطى المصيطبة من الشرق وأوتوستراد حبيب أبي شهلا من الغرب وكنيسة مار إلياس من الشمال وبئر حسن من الجنوب.
يعدّ مخيم مار إلياس العاصمة السياسية للمخيمات الفلسطينية في لبنان، حيث يوجد مركز رئيسي لكل فصيل فلسطيني عامل في لبنان. ويضم مكاتب أساسية للجبهة الشعبية لتحرير فلسطين، والجبهة الديمقراطية لتحرير فلسطين، وحركة فتح، ومنظمة الصاعقة، والجبهة الشعبية لتحرير فلسطين - القيادة العامة، وجبهة النضال والمجلس الثوري. ويطغى على المخيم الجو اليساري الوطني. ويتميز مخيم مار الياس عن غيره من المخيمات بالهدوء الامني، وعدم الظهور المسلح، وعدم وجود للجيش اللبناني حوله.
يعمل معظم الرجال في المخيم كعمالة مؤقتة أو عمالاً في مؤسسات الأعمال الصغيرة كالبقالات أو ورش تصليح السيارات. وتعمل بعض النسوة في مصانع الحياكة أو كعاملات نظافة.
يضم المخيم عدداً كبيراً من المؤسسات الاجتماعية منها مركز التنمية الإنسانية، ومركز شاهد التابع لحركة حماس، والمنظمة الفلسطينية لحقوق الإنسان، ومجموعة عائدون، ومؤسسة غسان كنفاني التي تضم روضات للأسوياء وأخرى لتأهيل ذوي الحاجات الخاصة، ومركز التدريب والمعلومات لرياض الأطفال، وبيت أطفال الصمود، وروضة 'إنعاش المخي'. و يوجد في المخيم مدرسة واحدة تديرها وكالة الأونروا وهي مدرسة الكابري المختلطة وتضم أكثر من 300 تلميذ، أما المستوصفات فعددها اثنان، الأول للهلال الأحمر الفلسطيني، والثاني تابع لوكالة الأونروا ولا يؤمن سوى الحد الأدنى من الخدمات. وهناك ارتفاع في حالات الإصابة بالأمراض المزمنة في مخيم مار إلياس، ويعاني العديد من اللاجئين من ارتفاع ضغط الدم والسرطان والسكري.

## تاريخ مخيم مار الياس
تميز هذا المخيم بحركة هجرة واسعة منه خصوصاً للعائلات المسيحية من الروم الارثوذكس، وظل عدد سكان المخيم مستقراً منذ انشائه. 
بني المخيم على قرية والتي تحولت بعد انشائه الى مكان مكتظ فيه الكثير من الازقة يقطنها حوالي 45 عائلة، وحالياً يقطن فيه ما يقارب 5 آلاف عائلة، في البداية لجأ عدد من الفلسطينيين المسيحيين الارثوذكس الذين اضطروا للرحيل عن اماكن سكنهم الاصلية في منطقة الجليل في شمال فلسطين، الى دير مار الياس عام 1948.

## الوضع الاجتماعي[6]
يعاني سكان هذا المخيم كغيرهم من سكان المخيمات الفلسطينية الأخرى من الفقر والذي قد تتجاوز نسبته 73% ومن نسبة بطالة مرتفعة أسوة بغيره من المخيمات والتي قد تصل الى 55% حسب نتائج دراسة المسح الاجتماعي الذي قامت به الاونروا بالتعاون مع الجامعة الأمريكية في بيروت. هذا الوضع دفع الكثير من الشباب بالتفكير بالهجرة إلى أوروبا وغيرها من الدول باحثين عن مكان يحقق لهم ذاتهم، ويحسن ظروف عيشهم بعد أن سُدّت كل آفاق المستقبل أمامهم.

## التربية والتعليم
الطلاب مكدسون في الصفوف في مدارس لا توفر الحد الأدنى من مستلزمات التعليم، والنقص يتزايد باستمرار كالنقص في عدد الصفوف وفي عدد المدرسين وفي أدوات التوضيح وفي المختبرات، كل ذلك أدى إلى زيادة معدل التسرب من المدارس والتراجع العلمي للطلاب إذ يوجد مدرستان متوسطة وابتدائية تضمن 595 تلميذاً.

## الواقع السكاني[6]
بفعل المنسوب المرتفع للهجرة الخارجية والداخلية، قليلة هي العائلات التي استقرت في مخيم مار الياس عام 1952م ولا تزال مقيمة فيه حتى اليوم، استبدل هؤلاء بشكل تدريجي بفلسطينيين آخرين آتيين من مخيمات لجوء أخرى، مثل مخيم تل الزعتر في بيروت بعد تدميره عام 1976م، ومخيم الرشيدية جنوب صور، وأقام لاجئون آخرون في مار الياس عام 1991م بعدما تهجروا داخلياً خلال الحرب الأهلية.

## الواقع البيئي للمساكن
المنازل شيّدت على عجل في ظل المنع الذي كان ساريًا، ما أدّى إلى اقتراب المنازل من بعضها وبنائها في مساحات ضيقة متقاربة تفتقد للمواصفات الصحية والبيئي هذه المساكن ضيقة الغرف لا تدخل معظمها أشعة الشمس وتعاني من ضعف التهوية وارتفاع الرطوبة.

## التعليم
يوجد في المخيم مدرسة واحدة فقط وهي تابعة للاونروا وهي مدرسة الكابري المختلطة وتضم أكثر من 300 تلميذ يلجأ إليها أطفال المخيم من الصف الأول وحتى الصف السادس  أمّا طلاب المرحلة المتوسطة والثانوية فإنهم يتلقون تعليمهم في مدارس الاونروا في منظمة بئر حسن (منطقة الرحاب) . 

## ملكية المخيم
أرض المخيم كسائر المخيمات مستأجرة من قبل الاونروا بعدما أنشأته الدير، مدة الإيجار ٩٩ سنة، وتعود ملكية الأرض إلى وقف الروم.  يعتبر مخيم مار الياس أصغر المخيمات الفلسطينية في لبنان مساحة وسكاناً.